# إنتاج الاتحاد السوفيتي للمركبات القتالية خلال الحرب العالمية الثانية

إنتاج الدبابات كي في الثقيلة

شهد إنتاج الاتحاد السوفيتي للمركبات القتالية خلال الحرب العالمية الثانية تطورًا سريعًا عقب الغزو الألماني في 22 يونيو 1941.  
امتلك الاتحاد السوفيتي قبل الغزو أعدادًا ضخمة من المركبات القتالية، لكن الخسائر الهائلة التي تكبدها الجيش الأحمر في الأشهر الأولى من الحرب أبرزت الحاجة الملحة لإنتاج المزيد. تفاقمت الأزمة مع فقدان المصانع الكبرى في غرب البلاد، إما بسبب تدميرها أو وقوعها تحت سيطرة القوات الألمانية، مما دفع السوفييت إلى تفكيك المصانع المتبقية ونقلها إلى منطقة الأورال لإبعادها عن الخطر، وإعادة تشغيلها في بيئة جديدة.  
رغم التوسع السريع للصناعة السوفيتية خلال ثلاثينيات القرن العشرين، ركّز الإنتاج العسكري على الكم أكثر من الجودة، حيث فضّل زيادة أعداد المركبات المنتجة على حساب كفاءتها. كما عانت الصناعة السوفيتية من قلة خبرة المهندسين العسكريين، نظرًا للطابع الزراعي للمجتمع السوفيتي. ونتيجة لذلك، كانت المركبات القتالية السوفيتية أقل جودة مقارنة بنظيراتها الألمانية والغربية، بما في ذلك دبابة تي-34، التي تفوقت من حيث التسليح والتدريع على الدبابات الألمانية عند بداية الغزو، لكنها عانت من مشكلات ميكانيكية عديدة، حيث تعطّل محركها بعد مسافة 200 كم فقط، بينما كانت الدبابات الألمانية والأمريكية تحتاج فقط لتغيير زيت المحرك لمواصلة التقدم. ومع ذلك، تمكن الاتحاد السوفيتي من تجاوز هذه المشكلات بحلول نهاية عام 1942، بعد إعادة تنظيم الإنتاج والتأقلم مع الظروف الجديدة.  
من الناحية التصميمية، كانت الدبابات السوفيتية أصغر حجمًا وأسرع، إذ اختارت القوات السوفيتية جنودًا أقل طولًا للعمل في سلاح المدرعات، مما ساعد على تقليل حجم الدبابة وجعلها هدفًا أصغر. كما أظهرت التجارب القتالية السابقة، مثل الحرب الأهلية الإسبانية (1936-1939) ومعركة خالخين غول (1939) وحرب الشتاء (1939-1940)، أن الدبابات الخفيفة مثل تي-26 كانت ضعيفة التدريع، بينما ثبت أن الدبابات متعددة الأبراج مثل تي-35 أقل كفاءة من الدبابات أحادية البرج، التي أصبحت فيما بعد أساسًا لتصميمات ناجحة مثل تي-34 المتوسطة وكي في الثقيلة.  
تُظهر الإحصاءات التالية إنتاج المركبات القتالية السوفيتية حتى منتصف عام 1945، متضمنة فقط المركبات الجديدة التي دخلت الخدمة بعد الحرب، دون احتساب المخزون السابق حتى 1 يونيو 1941، والذي قُدّر بنحو 25,664 إلى 25,481 مركبة مدرعة. كما أنها لا تشمل السيارات المصفحة، أو الأيروسانيات، أو جرارات المدافع، أو القطارات المدرعة.

## المركبات القتالية الخفيفة
لم يتطلب إنتاج المركبات الخفيفة التي تقل زنتها عن 15 طنًا تجهيزات صناعية متخصصة، إذ كان من الممكن تصنيعها في مصانع السيارات والجرارات الخفيفة، وغالبًا ما كانت تُزوّد بمحركات السيارات. ونتيجة لذلك، استمر إنتاج هذه المركبات طوال فترة الحرب، رغم أن تكلفة إنتاج الدبابات المتوسطة مثل تي-34 كانت أقل عند النظر إلى التكلفة الإجمالية ومعدلات استهلاك المركبات الخفيفة.
وخلال المراحل المتقدمة من الحرب، واصل الحلفاء الغربيون تزويد الاتحاد السوفيتي بالمركبات الخفيفة عبر قانون الإعارة والتأجير، في وقت ركّز فيه السوفييت على إنتاج الدبابات المتوسطة واستبدال المركبات الخفيفة بأنظمة أكثر فاعلية مثل المدفع ذاتي الحركة أس يو-76 والمركبات المدرعة الأقل تكلفة والأكثر قدرة تدميرية.
|          | النوع      | 1940           | 1941           | 1942           | 1943  | 1944  | 1945  | المجموع          |  |
| -------- | ---------- | -------------- | -------------- | -------------- | ----- | ----- | ----- | ---------------- |  |
| دبابات   | تي-26      | 1,601 1,613    | 116 47         |                |       |       |       | 1,717 أو 1,660   |  |
| دبابات   | بي تي-7    | 779 780        |                |                |       |       |       | 779 أو 780       |  |
| دبابات   | تي-40      | 41             | 668 675        | 180            |       |       |       | 709 أو 896       |  |
| دبابات   | تي-50      |                | 48 60          | 15             |       |       |       | 63 أو 75         |  |
| دبابات   | تي-60      |                | 1,388 1,366    | 4,477 4,352    | 55    |       |       | 5,920 أو 5,773   |  |
| دبابات   | تي-70      |                |                | 4,883          | 3,348 |       |       | 8,231            |  |
| م. ذ. ح. | زيس-30     |                | 101            |                |       |       |       | 101              |  |
| م. ذ. ح. | أس يو-76   |                |                | 25             | 1,908 | 7,155 | 2,966 | 12,054           |  |
| م. ذ. ح. | أس يو-76آي |                |                |                | 201   |       |       | 201              |  |
|          | المجموع    | 2,422 أو 2,433 | 2,321 أو 2,249 | 9,580 أو 9,455 | 5,512 | 7,155 | 2,966 | 29,956 أو 29,770 |  |

## المركبات القتالية المتوسطة
تطلّب إنتاج المركبات المتوسطة مصانع متخصصة في تصنيع المعدات الثقيلة، ولذلك تم تصنيع وتجميع مكوناتها في مصانع إنتاج الجرارات الثقيلة، المدافع، جرارات القطارات، ومصانع بناء قطع غيار السفن. من جانبه، أثبت التصميم الأساسي للدبابة تي-34 كفاءته العالية وملاءمته لظروف الحرب، مما أدى إلى استمرار تطويره وإنتاجه بأعداد تفوق جميع المركبات القتالية الأخرى حتى نهاية الحرب.
على الجانب الآخر، أظهرت المدافع ذاتية الحركة المتوسطة تفوقًا ملحوظًا كمضادات للدبابات، إلا أنها تطلبت هياكل أكبر قادرة على تحمل المدافع ذات الأعيرة الكبيرة، لضمان ثبات مناسب وتقليل تأثير الارتداد أثناء عمليات القصف.
|         | النوع     | 1940 | 1941  | 1942   | 1943   | 1944   | 1945   | المجموع |
| ------- | --------- | ---- | ----- | ------ | ------ | ------ | ------ | ------- |
| دبابات  | تي-28     | 12   |       |        |        |        |        | 12      |
| دبابات  | تي-34     | 115  | 2,800 | 12,553 | 15,812 | 3,500  |        | 34,780  |
| دبابات  | تي-34-85  |      |       |        |        | 10,449 | 12,110 | 22,559  |
| دبابات  | تي-44     |      |       |        |        |        | 200    | 200     |
| م. ذ. ح | أس يو-122 |      |       | 25     | 630    | 493    |        | 1,148   |
| م. ذ. ح | أس يو-85  |      |       |        | 750    | 1,300  |        | 2,050   |
| م. ذ. ح | أس يو-100 |      |       |        |        | 500    | 1,175  | 1,675   |
|         | المجموع   | 127  | 2,800 | 12,578 | 17,192 | 16,242 | 13,485 | 62,424  |

- الدبابة تي-28: واحدة من الدبابات السوفيتية القديمة التي بدأ إنتاجها عام 1933، ورغم وصولها لنهاية عمرها الافتراضي، دفع الاتحاد السوفيتي بمئات منها إلى ساحات القتال.
- الدبابة تي-34: زُوّدت في البداية بمدفع عيار 76 مم، ثم خضعت لتطويرات لاحقة زادت من سرعة المدفع، قبل أن تجهز أخيرًا بمدفع عيار 85 مم وبرج أكبر. وتجدر الإشارة إلى أن الأرقام الخاصة بالطراز تي-34-85 لعام 1945، المشار إليها في الجدول السابق، تمثل الإنتاج السنوي بالكامل، وليس الإنتاج خلال النصف الأول من العام فقط كما هو الحال مع باقي المعدات.
- المدافع أس يو-85، أس يو-122، وأس يو-100: جميعها مدافع ذاتية الحركة تم تركيبها على هيكل الدبابة تي-34. خضع الطرازان أس يو-85 وأس يو-100 لتطويرات خلال المراحل المتقدمة من الحرب، حيث تزودت بمدافع أسرع مخصصة لقنص الدبابات. أما أس يو-122، فقد استُخدم كمدفع هجومي مضاد للأفراد، مستعينًا بمدفع هاوتزر أم-30.

## المركبات القتالية الثقيلة
واجهت صناعة المركبات الثقيلة خلال الحرب عدة تهديدات بالتوقف أو الإلغاء، لكنها استمرت بفضل التطوير المستمر لتصاميمها وتدخل القيادة السياسية للحفاظ على خط الإنتاج، الذي تطلّب موارد أكثر مما احتاجه إنتاج الدبابة تي-34. ومع ذلك، تفوقت تي-34 على المركبات الثقيلة في العديد من الجوانب الفنية والعملية.
كان أي أس-2 من أنجح الدبابات الثقيلة، إلى جانب المدافع ذاتية الحركة التي تفوقت بفضل مدافعها ذات العيار الكبير، ما منحها قدرة تدميرية متميزة ضد الأهداف المختلفة، سواء كانت مدرعة أو غير محصنة.
بدورها، اختبرت هيئة الأركان السوفيتية المدفع دي-10أس عيار 100 مم على الدبابة أي أس-2، لكنها رفضته بسبب ضعف قدرته التفجيرية ضد الأهداف غير المدرعة، رغم امتلاكه قوة اختراق عالية.
|        | النوع            | 1940 | 1941  | 1942  | 1943  | 1944  | 1945  | المجموع |
| ------ | ---------------- | ---- | ----- | ----- | ----- | ----- | ----- | ------- |
| دبابات | كي في-1          | 141  | 1,121 | 1,753 |       |       |       | 3,015   |
| دبابات | كي في-1أس        |      |       | 780   | 452   |       |       | 1,232   |
| دبابات | كي في-8          |      |       | 102   | 35    |       |       | 137     |
| دبابات | كي في-85         |      |       |       | 130   |       |       | 130     |
| دبابات | أي أس-2          |      |       |       | 102   | 2,252 | 1,500 | 3,854   |
| دبابات | أي أس-3          |      |       |       |       |       | 350   | 350     |
| م.ذ.ح. | كي في-2          | 102  | 232   |       |       |       |       | 334     |
| م.ذ.ح. | أس يو-152        |      |       |       | 704   |       |       | 704     |
| م.ذ.ح. | أي أس يو-122/152 |      |       |       | 35    | 2,510 | 1,530 | 4,075   |
|        | المجموع          | 243  | 1,353 | 2,635 | 1,458 | 4,762 | 3,030 | 13,831  |

### الدبابات الثقيلة
زودت الدبابة كي في-1 (المسماة نسبةً إلى كليمنت فوروشيلوف) بمدفع عيار 76 مم، والذي تم زيادة طوله خلال مراحل تطوير الدبابات الثقيلة، كما حدث مع الدبابة تي-34. أما الدبابة كي في-1أس، فقد احتفظت بنفس التصميم الأساسي مع تقليل سماكة الدرع لزيادة سرعتها، واستخدام برج جديد لكنها ظلت مزوّدة بنفس المدفع عيار 76 مم.
أما الدبابة كي في-2، فقد استخدمت هيكل كي في-1، لكنها زُوّدت بمدفع هاوتزر أم-10 عيار 152 مم وبرج أكبر، بهدف استخدامها ضد التحصينات. بينما جاءت الدبابة كي في-85 كنسخة مطورة من كي في-1أس، مع تدعيمها بمدفع عيار 85 مم وبرج الدبابة أي أس-1.
وبعد تراجع شعبية فوروشيلوف السياسية، تمت إعادة تسمية الدبابة كي في-13 إلى أي أس-1 (نسبةً إلى جوزيف ستالين)، وسرعان ما تم تطويرها بتزويدها ببرج جديد ومدفع عيار 122 مم، مما أدى إلى ظهور الدبابة أي أس-2، والتي أصبحت أول دبابة ثقيلة تحقق تفوقًا عمليًا على الدبابة المتوسطة تي-34، رغم بطئها النسبي وتكلفتها العالية.
تبعها إصدار معدل باسم أي أس-3، والذي تميز بهيكل معدني متطور، لكنه لم يشارك في المعارك.
أما الدبابة كي في-8، فكانت من فئة الدبابات قاذفة اللهب.

### المدافع الثقيلة
صمم المدفع أس يو-152 اعتمادًا على هيكل الدبابة كي في-1أس، ومُزوّدًا بمدفع هاوتزر أم-20 عيار 152 مم، ليعمل كمدفع هجومي مضاد للأفراد، على غرار كي في-2. ومع ذلك، حدّ تصميم الهيكل المعدني من كفاءته مقارنة بمدافع الميدان التقليدية ذات العيار المماثل، لكنه ظلّ خيارًا منخفض التكلفة بديلاً عن المدافع الميدانية المصممة لنفس الغرض.
من ناحية أخرى، تم تطوير المدفعين أي أس يو-122 وأي أس يو-152 باستخدام هيكل دبابات الفئة أي أس، ليخدما كمدافع هجومية وأسلحة مضادة للدبابات. فقد تميز المدفع أيه-19 عيار 122 مم الخاص بـ أي أس يو-122 بقدرته على اختراق دروع معظم الدبابات الألمانية، في حين أن المدفع أم أل-20 عيار 152 مم المستخدم في أي أس يو-152، رغم بطئه، كان سلاحًا فعّالًا ضد الدروع الألمانية بفضل قوته التدميرية الهائلة.